# IndyCar Series 2015
De IndyCar Series 2015 was het twintigste kampioenschap van de IndyCar Series. De 99e Indianapolis 500 werd gehouden op 24 mei 2014. Het kampioenschap werd gewonnen door Scott Dixon, die evenveel punten had als Juan Pablo Montoya, die het gehele seizoen aan de leiding ging. Dixon werd uiteindelijk kampioen omdat hij drie overwinningen had tegenover twee zeges voor Montoya.
Het seizoen werd overschaduwd door het overlijden van Justin Wilson, die tijdens de race op de Pocono Raceway op 23 augustus geraakt werd door een onderdeel van een andere auto dat op zijn hoofd belandde. Een dag later overleed hij op 37-jarige leeftijd aan zijn verwondingen.

## Schema
| Rnd | Datum       | Race naam                               | Circuit                                     | Locatie                 |
| --- | ----------- | --------------------------------------- | ------------------------------------------- | ----------------------- |
| 1   | 29 maart    | Firestone Grand Prix of St. Petersburg  | Stratencircuit St. Petersburg               | St. Petersburg, Florida |
| 2   | 12 april    | Indy Grand Prix of Louisiana            | NOLA Motorsports Park                       | Avondale, Louisiana     |
| 3   | 19 april    | Toyota Grand Prix of Long Beach         | Stratencircuit Long Beach                   | Long Beach, Californië  |
| 4   | 26 april    | Honda Indy Grand Prix of Alabama        | Barber Motorsports Park                     | Birmingham, Alabama     |
| 5   | 9 mei       | Angie's List Grand Prix of Indianapolis | Indianapolis Motor Speedway (binnencircuit) | Speedway, Indiana       |
| 6   | 24 mei      | 99e Indianapolis 500                    | Indianapolis Motor Speedway                 | Speedway, Indiana       |
| 7   | 30 mei      | Chevrolet Indy Dual in Detroit          | Belle Isle                                  | Detroit, Michigan       |
| 8   | 31 mei      | Chevrolet Indy Dual in Detroit          | Belle Isle                                  | Detroit, Michigan       |
| 9   | 6 juni      | Firestone 600                           | Texas Motor Speedway                        | Fort Worth, Texas       |
| 10  | 14 juni     | Honda Indy Toronto                      | Stratencircuit Toronto                      | Toronto, Ontario        |
| 11  | 27 juni     | MAVTV 500                               | Auto Club Speedway                          | Fontana, Californië     |
| 12  | 12 juli     | ABC Supply Wisconsin 250                | Milwaukee Mile                              | West Allis, Wisconsin   |
| 13  | 18 juli     | Iowa Corn Indy 300                      | Iowa Speedway                               | Newton, Iowa            |
| 14  | 2 augustus  | Honda Indy 200 at Mid-Ohio              | Mid-Ohio Sports Car Course                  | Lexington, Ohio         |
| 15  | 23 augustus | Pocono IndyCar 500 Fueled by Sunoco     | Pocono Raceway                              | Long Pond, Pennsylvania |
| 16  | 30 augustus | Indy Grand Prix of Sonoma               | Sonoma Raceway                              | Sonoma, Californië      |

## Teams en rijders
| Team                             | Motor     | Nr | Rijders               | Races                | Bijzonderheden                                                  |
| -------------------------------- | --------- | -- | --------------------- | -------------------- | --------------------------------------------------------------- |
| Team Penske                      | Chevrolet | 1  | Will Power            | Alle                 |                                                                 |
| Team Penske                      | Chevrolet | 2  | Juan Pablo Montoya    | Alle                 |                                                                 |
| Team Penske                      | Chevrolet | 3  | Hélio Castroneves     | Alle                 |                                                                 |
| Team Penske                      | Chevrolet | 22 | Simon Pagenaud        | Alle                 |                                                                 |
| KV Racing Technology             | Chevrolet | 4  | Stefano Coletti (R)   | Alle                 |                                                                 |
| KV Racing Technology             | Chevrolet | 11 | Sébastien Bourdais    | Alle                 |                                                                 |
| Schmidt Peterson Motorsports     | Honda     | 5  | James Hinchcliffe     | 1–5                  | Geblesseerd geraakt tijdens trainingen voor de Indianapolis 500 |
| Schmidt Peterson Motorsports     | Honda     | 5  | Ryan Briscoe          | 6, 9, 11–16          |                                                                 |
| Schmidt Peterson Motorsports     | Honda     | 5  | Conor Daly (R)        | 7–8, 10              |                                                                 |
| Schmidt Peterson Motorsports     | Honda     | 7  | James Jakes           | Alle                 |                                                                 |
| Schmidt Peterson Motorsports     | Honda     | 43 | Conor Daly            | Indy 500             |                                                                 |
| Schmidt Peterson Motorsports     | Honda     | 77 | Mikhail Aleshin       | 16                   |                                                                 |
| CFH Racing                       | Chevrolet | 6  | J.R. Hildebrand       | 5–6                  |                                                                 |
| CFH Racing                       | Chevrolet | 20 | Luca Filippi          | 1–5, 7–8, 10, 14, 16 | Alleen op straten- en permanente circuits                       |
| CFH Racing                       | Chevrolet | 20 | Ed Carpenter          | 6, 9, 11–13, 15      | Alleen op ovals                                                 |
| CFH Racing                       | Chevrolet | 21 | Josef Newgarden       | 5–6                  | Alleen op Indianapolis, vanwege zijn sponsoren                  |
| CFH Racing                       | Chevrolet | 67 | Josef Newgarden       | 1–4, 7–16            |                                                                 |
| Chip Ganassi Racing              | Chevrolet | 8  | Sage Karam (R)        | 1–2, 4, 6–9, 11–15   | Geen rookie in Indianapolis 500                                 |
| Chip Ganassi Racing              | Chevrolet | 8  | Sebastian Saavedra    | 3, 5, 10, 16         | In samenwerking met AFS Racing                                  |
| Chip Ganassi Racing              | Chevrolet | 9  | Scott Dixon           | Alle                 |                                                                 |
| Chip Ganassi Racing              | Chevrolet | 10 | Tony Kanaan           | Alle                 |                                                                 |
| Chip Ganassi Racing              | Chevrolet | 17 | Sebastian Saavedra    | Indy 500             | In samenwerking met AFS Racing                                  |
| Chip Ganassi Racing              | Chevrolet | 83 | Charlie Kimball       | Alle                 |                                                                 |
| A.J. Foyt Enterprises            | Honda     | 14 | Takuma Sato           | Alle                 |                                                                 |
| A.J. Foyt Enterprises            | Honda     | 41 | Jack Hawksworth       | Alle                 |                                                                 |
| A.J. Foyt Enterprises            | Honda     | 48 | Alex Tagliani         | Indy 500             |                                                                 |
| Rahal Letterman Lanigan Racing   | Honda     | 15 | Graham Rahal          | Alle                 |                                                                 |
| Rahal Letterman Lanigan Racing   | Honda     | 32 | Oriol Servià          | Indy 500             |                                                                 |
| Dale Coyne Racing                | Honda     | 18 | Carlos Huertas        | 1–2, 5               |                                                                 |
| Dale Coyne Racing                | Honda     | 18 | Conor Daly (R)        | 3                    | Verving de geblesseerde Rocky Moran Jr.                         |
| Dale Coyne Racing                | Honda     | 18 | Rodolfo González (R)  | 4, 7–8, 10, 14, 16   |                                                                 |
| Dale Coyne Racing                | Honda     | 18 | Tristan Vautier       | Indy 500             | Verving Carlos Huertas na kwalificatie Indianapolis 500         |
| Dale Coyne Racing                | Honda     | 18 | Pippa Mann            | 9, 11–13, 15         |                                                                 |
| Dale Coyne Racing                | Honda     | 19 | Francesco Dracone (R) | 1–5                  |                                                                 |
| Dale Coyne Racing                | Honda     | 19 | James Davison         | Indy 500             | Verving Tristan Vautier na kwalificatie Indianapolis 500        |
| Dale Coyne Racing                | Honda     | 19 | Tristan Vautier       | 7–16                 |                                                                 |
| Dale Coyne Racing                | Honda     | 63 | Pippa Mann            | Indy 500             |                                                                 |
| Dreyer & Reinbold Kingdom Racing | Chevrolet | 24 | Townsend Bell         | Indy 500             |                                                                 |
| Andretti Autosport               | Honda     | 25 | Simona De Silvestro   | 1–2                  |                                                                 |
| Andretti Autosport               | Honda     | 25 | Justin Wilson         | 5–6, 12–15           | Overleden na een ongeluk op de Pocono Raceway                   |
| Andretti Autosport               | Honda     | 25 | Oriol Servià          | 16                   | Als eerbetoon aan Justin Wilson                                 |
| Andretti Autosport               | Honda     | 26 | Carlos Muñoz          | Alle                 |                                                                 |
| Andretti Autosport               | Honda     | 27 | Marco Andretti        | Alle                 |                                                                 |
| Andretti Autosport               | Honda     | 28 | Ryan Hunter-Reay      | Alle                 |                                                                 |
| Andretti Autosport               | Honda     | 29 | Simona De Silvestro   | Indy 500             |                                                                 |
| Jonathan Byrd's Racing           | Chevrolet | 88 | Bryan Clauson         | Indy 500             | In samenwerking met KVSH Racing                                 |
| Lazier Partners Racing           | Chevrolet | 91 | Buddy Lazier          | Indy 500             | Niet gekwalificeerd voor Indianapolis 500                       |
| Bryan Herta Autosport            | Honda     | 98 | Gabby Chaves (R)      | Alle                 |                                                                 |

## Uitslagen
| Ronde | Race             | Poleposition       | Snelste ronde      | Meeste ronden aan de leiding | Winnaar            | Winnaar                        | Winnaar      |
| Ronde | Race             | Poleposition       | Snelste ronde      | Meeste ronden aan de leiding | Coureur            | Team                           | Constructeur |
| ----- | ---------------- | ------------------ | ------------------ | ---------------------------- | ------------------ | ------------------------------ | ------------ |
| 1     | St. Petersburg   | Will Power         | Hélio Castroneves  | Will Power                   | Juan Pablo Montoya | Team Penske                    | Chevrolet    |
| 2     | New Orleans      | Juan Pablo Montoya | Scott Dixon        | Juan Pablo Montoya           | James Hinchcliffe  | Schmidt Peterson Motorsports   | Honda        |
| 3     | Long Beach       | Hélio Castroneves  | Stefano Coletti    | Scott Dixon                  | Scott Dixon        | Chip Ganassi Racing            | Chevrolet    |
| 4     | Birmingham       | Hélio Castroneves  | Ryan Hunter-Reay   | Josef Newgarden              | Josef Newgarden    | CFH Racing                     | Chevrolet    |
| 5     | Indianapolis GP  | Will Power         | James Hinchcliffe  | Will Power                   | Will Power         | Team Penske                    | Chevrolet    |
| 6     | Indianapolis 500 | Scott Dixon        | Charlie Kimball    | Scott Dixon                  | Juan Pablo Montoya | Team Penske                    | Chevrolet    |
| 7     | Detroit          | Will Power         | Jack Hawksworth    | Marco Andretti               | Carlos Muñoz       | Andretti Autosport             | Honda        |
| 8     | Detroit          | Juan Pablo Montoya | Sébastien Bourdais | Juan Pablo Montoya           | Sébastien Bourdais | KV Racing Technology           | Chevrolet    |
| 9     | Texas            | Will Power         | Will Power         | Scott Dixon                  | Scott Dixon        | Chip Ganassi Racing            | Chevrolet    |
| 10    | Toronto          | Will Power         | Hélio Castroneves  | Will Power Josef Newgarden   | Josef Newgarden    | CFH Racing                     | Chevrolet    |
| 11    | Fontana          | Simon Pagenaud     | Takuma Sato        | Will Power                   | Graham Rahal       | Rahal Letterman Lanigan Racing | Honda        |
| 12    | Milwaukee        | Josef Newgarden    | Hélio Castroneves  | Sébastien Bourdais           | Sébastien Bourdais | KV Racing Technology           | Chevrolet    |
| 13    | Iowa             | Hélio Castroneves  | Scott Dixon        | Josef Newgarden              | Ryan Hunter-Reay   | Andretti Autosport             | Honda        |
| 14    | Mid-Ohio         | Scott Dixon        | Will Power         | Graham Rahal                 | Graham Rahal       | Rahal Letterman Lanigan Racing | Honda        |
| 15    | Pocono           | Hélio Castroneves  | Juan Pablo Montoya | Josef Newgarden              | Ryan Hunter-Reay   | Andretti Autosport             | Honda        |
| 16    | Sonoma           | Will Power         | Hélio Castroneves  | Scott Dixon                  | Scott Dixon        | Chip Ganassi Racing            | Chevrolet    |

## Kampioenschap
| Pos | Rijder              | STP | NOL | LBH | ALA | IMS | INDY | DET | DET  | TEX | TOR | FON | MIL | IOW | MDO | POC | SNM | Punten |
| --- | ------------------- | --- | --- | --- | --- | --- | ---- | --- | ---- | --- | --- | --- | --- | --- | --- | --- | --- | ------ |
| 1   | Scott Dixon         | 15  | 11  | 1*  | 3   | 10  | 4*   | 5   | 20   | 1*  | 8   | 6   | 7   | 18  | 4   | 9   | 1*  | 556    |
| 2   | Juan Pablo Montoya  | 1   | 5*1 | 3   | 14  | 3   | 1    | 10  | 10*1 | 4   | 7   | 4   | 4   | 24  | 11  | 3   | 6   | 556    |
| 3   | Will Power          | 2*  | 7   | 20  | 4   | 1*  | 2    | 4   | 18   | 13  | 4*  | 19* | 22  | 10  | 14  | 4   | 7   | 492    |
| 4   | Graham Rahal        | 11  | 8   | 11  | 2   | 2   | 5    | 23  | 3    | 15  | 9   | 1   | 3   | 4   | 1*  | 20  | 18  | 490    |
| 5   | Hélio Castroneves   | 4   | 2   | 2   | 15  | 6   | 7    | 6   | 19   | 3   | 3   | 23  | 2   | 11  | 15  | 16  | 15  | 453*   |
| 6   | Ryan Hunter-Reay    | 7   | 19  | 13  | 5   | 11  | 15   | 13  | 8    | 18  | 19  | 16  | 13  | 1   | 7   | 1   | 2   | 435*   |
| 7   | Josef Newgarden     | 12  | 9   | 7   | 1*  | 20  | 9    | 8   | 21   | 21  | 1*  | 21  | 5   | 2*  | 13  | 2*  | 21  | 431    |
| 8   | Tony Kanaan         | 3   | 6   | 5   | 13  | 7   | 26   | 20  | 13   | 2   | 6   | 2   | 6   | 21  | 5   | 19  | 4   | 431    |
| 9   | Marco Andretti      | 10  | 13  | 8   | 10  | 16  | 6    | 2*  | 5    | 5   | 13  | 3   | 8   | 7   | 10  | 18  | 11  | 428    |
| 10  | Sébastien Bourdais  | 6   | 21  | 6   | 8   | 4   | 11   | 14  | 1    | 14  | 5   | 14  | 1*  | 9   | 17  | 23  | 20  | 406    |
| 11  | Simon Pagenaud      | 5   | 20  | 4   | 9   | 25  | 10   | 3   | 14   | 11  | 11  | 9   | 9   | 14  | 3   | 7   | 16  | 384    |
| 12  | Charlie Kimball     | 21  | 14  | 15  | 12  | 5   | 3    | 22  | 11   | 7   | 20  | 8   | 12  | 22  | 23  | 12  | 3   | 371    |
| 13  | Carlos Muñoz        | 14  | 12  | 9   | 6   | 13  | 20   | 1   | 23   | 6   | 22  | 12  | 15  | 5   | 9   | 5   | 22  | 349    |
| 14  | Takuma Sato         | 13  | 22  | 18  | 17  | 9   | 13   | 11  | 2    | 16  | 10  | 18  | 14  | 19  | 24  | 6   | 8   | 323    |
| 15  | Gabby Chaves        | 17  | 15  | 16  | 16  | 15  | 16   | 18  | 9    | 10  | 15  | 20  | 11  | 16  | 12  | 11  | 14  | 281    |
| 16  | James Jakes         | 22  | 3   | 19  | 22  | 18  | 18   | 12  | 15   | 9   | 21  | 7   | 23  | 15  | 16  | 10  | 25  | 257    |
| 17  | Jack Hawksworth     | 8   | 24  | 14  | 21  | 23  | 24   | 7   | 7    | 23  | 14  | 10  | 17  | 13  | 8   | 22  | 19  | 256    |
| 18  | Ryan Briscoe        |     |     |     |     |     | 12   |     |      | 8   |     | 15  | 21  | 8   | 18  | 8   | 5   | 205    |
| 19  | Stefano Coletti     | 20  | 17  | 23  | 19  | 8   | 25   | 15  | 16   | 19  | 23  | 11  | 20  | 20  | 19  | 24  | 17  | 203    |
| 20  | Sage Karam          | 19  | 18  |     | 18  |     | 32   | 16  | 12   | 12  |     | 5   | 19  | 3   | 22  | 14  |     | 197    |
| 21  | Luca Filippi        | 9   | 10  | 22  | 11  | 14  |      | 9   | 17   |     | 2   |     |     |     | 21  |     | 24  | 182    |
| 22  | Tristan Vautier     |     |     |     |     |     | 28   | 17  | 4    | 20  | 17  | 17  | 16  | 12  | 6   | 21  | 23  | 175    |
| 23  | James Hinchcliffe   | 16  | 1   | 12  | 7   | 12  | Wth  |     |      |     |     |     |     |     |     |     |     | 129    |
| 24  | Justin Wilson       |     |     |     |     | 24  | 21   |     |      |     |     |     | 18  | 17  | 2   | 15  |     | 108    |
| 25  | Sebastian Saavedra  |     |     | 10  |     | 17  | 23   |     |      |     | 16  |     |     |     |     |     | 13  | 95     |
| 26  | Rodolfo González    |     |     |     | 20  |     |      | 21  | 22   |     | 18  |     |     |     | 20  |     | 9   | 94     |
| 27  | Ed Carpenter        |     |     |     |     |     | 30   |     |      | 22  |     | 22  | 10  | 6   |     | 17  |     | 88     |
| 28  | Conor Daly          |     |     | 17  |     |     | 33   | 19  | 6    |     | 12  |     |     |     |     |     |     | 81     |
| 29  | Pippa Mann          |     |     |     |     |     | 22   |     |      | 17  |     | 13  | 24  | 23  |     | 13  |     | 76     |
| 30  | Simona De Silvestro | 18  | 4   |     |     |     | 19   |     |      |     |     |     |     |     |     |     |     | 66     |
| 31  | J.R. Hildebrand     |     |     |     |     | 21  | 8    |     |      |     |     |     |     |     |     |     |     | 57     |
| 32  | Oriol Servià        |     |     |     |     |     | 29   |     |      |     |     |     |     |     |     |     | 12  | 46     |
| 33  | Mikhail Aleshin     |     |     |     |     |     |      |     |      |     |     |     |     |     |     |     | 10  | 40     |
| 34  | Francesco Dracone   | 23  | 23  | 21  | 23  | 22  |      |     |      |     |     |     |     |     |     |     |     | 38     |
| 35  | Townsend Bell       |     |     |     |     |     | 14   |     |      |     |     |     |     |     |     |     |     | 32     |
| 36  | Carlos Huertas      | 24  | 16  |     |     | 19  | Wth  |     |      |     |     |     |     |     |     |     |     | 20     |
| 37  | Alex Tagliani       |     |     |     |     |     | 17   |     |      |     |     |     |     |     |     |     |     | 26     |
| 38  | James Davison       |     |     |     |     |     | 27   |     |      |     |     |     |     |     |     |     |     | 10     |
| 39  | Bryan Clauson       |     |     |     |     |     | 31   |     |      |     |     |     |     |     |     |     |     | 10     |
| -   | Buddy Lazier        |     |     |     |     |     | DNQ  |     |      |     |     |     |     |     |     |     |     | 0      |
| -   | Rocky Moran Jr.     |     |     | Wth |     |     |      |     |      |     |     |     |     |     |     |     |     | 0      |
| Pos | Rijder              | STP | NOL | LBH | ALA | IMS | INDY | DET | DET  | TEX | TOR | FON | MIL | IOW | MDO | POC | SNM | Punten |

| Kleur               | Resultaat                                            |
| ------------------- | ---------------------------------------------------- |
| Goud                | Winnaar                                              |
| Zilver              | 2de plaats                                           |
| Brons               | 3de plaats                                           |
| Groen               | 4de en 5de plaats                                    |
| Lichtblauw          | 6de–10de plaats                                      |
| Donkerblauw         | Gefinisht (buiten de Top 10)                         |
| Paars               | Niet gefinisht                                       |
| Rood                | Niet gekwalificeerd (DNQ)                            |
| Bruin               | Teruggetrokken (Wth)                                 |
| Zwart               | Gediskwalificeerd (DSQ)                              |
| Wit                 | Niet Gestart (DNS)                                   |
| Blank               | Nam geen deel aan de race (DNP)                      |
| Blank               | Niet geracet                                         |
| Toegevoegde info    |                                                      |
| vet                 | Pole positie (1 punt)                                |
| *                   | Meeste ronden aan de leiding (2 punten)              |
| Rood Nr.            | Snelste Ronde                                        |
| 1                   | Kwalificatie geannuleerd geen bonuspunten uitgedeeld |
| Rookie van het Jaar |                                                      |
| Rookie              |                                                      |

* Ryan Hunter-Reay heeft 3 strafpunten gekregen voor het veroorzaken van een ongeluk tijdens de tweede race op het NOLA Motorsports Park, terwijl Hélio Castroneves 3 strafpunten kreeg voor het veroorzaken van een ongeluk tijdens de vijfde race op de Indianapolis Motor Speedway.
- Voor de kwalificatie van de Indianapolis 500 werden geen punten uitgereikt vanwege enkele last-minute reglementswijzigingen, die werden doorgevoerd na enkele zware crashes in de vrije trainingen.

| Positie                 | 1   | 2  | 3  | 4  | 5  | 6  | 7  | 8  | 9  | 10 | 11 | 12 | 13 | 14 | 15 | 16 | 17 | 18 | 19 | 20 | 21 | 22 | 23 | 24 | 25 | 26 | 27 | 28 | 29 | 30 | 31 | 32 | 33 |
| ----------------------- | --- | -- | -- | -- | -- | -- | -- | -- | -- | -- | -- | -- | -- | -- | -- | -- | -- | -- | -- | -- | -- | -- | -- | -- | -- | -- | -- | -- | -- | -- | -- | -- | -- |
| Punten                  | 50  | 40 | 35 | 32 | 30 | 28 | 26 | 24 | 22 | 20 | 19 | 18 | 17 | 16 | 15 | 14 | 13 | 12 | 11 | 10 | 9  | 8  | 7  | 6  | 5  | 5  | 5  | 5  | 5  | 5  | 5  | 5  | 5  |
| Indianapolis 500/Sonoma | 100 | 80 | 70 | 64 | 60 | 56 | 52 | 48 | 44 | 40 | 38 | 36 | 34 | 32 | 30 | 28 | 26 | 24 | 22 | 20 | 18 | 16 | 14 | 12 | 10 | 10 | 10 | 10 | 10 | 10 | 10 | 10 | 10 |